# Ratpenat de Hayes
El ratpenat de Hayes (Myotis hayesi) és una espècie de ratpenat de la família dels vespertiliònids. És endèmic de Cambodja. Es tracta d'una espècie petita de Myotis coneguda a partir d'un únic espècimen trobat a Phnom Penh el 2000. Fou anomenat en honor del quiropteròleg Benjamin Hayes. Com que fou descoberta fa poc, l'estat de conservació d'aquesta espècie encara no ha estat avaluat, tot i que els seus descriptors creuen que mereix la qualificació d'espècie amb «dades insuficients».